# 索內尔·恰普塔伊
  索內尔·恰普塔伊（Soner Çağaptay）是位现居于美国的土耳其裔政治学家。 他任職于華盛頓近东政策研究所，是土耳其研究項目科主任。
恰普塔伊是历史学家，專長於美国与土耳其外交关系、土耳其政策和土耳其民族主义。
 

## 学历
2003 年，恰普塔伊从耶鲁大学获得博士学位。当时的毕业论文主题是土耳其的民族主义。
 
除了英语和土耳其语外，他精通的语言還有法語、德语、西班牙语、波斯语、希伯來语、阿塞拜疆和奥斯曼土耳其语等等。

## 事业

### 华盛頓近东政策研究所
索內尔·恰普塔伊是拜尔家族院士，以及华盛頓近東政策研究所的土耳其研究项目科主任。

### 从事教学
恰普塔伊曾经分別在普林斯頓大学、耶鲁大學、喬治敦大学、史密斯学院教学過。教授的是中东、地中海和東欧有关的課程。他於2003年春天在耶鲁大学教的土耳其近代史，是该校近三十年來的首次。从2006年到2007年，他在普林斯頓大学的近东研究系担任 Ertegun 教授。
他曾是乔治敦大学埃德蒙·A·沃尔什外事学院的客籍教授。
他更曾经担任过在國务院的外交学院进行的土耳其先进地区研究计划合约首席。

### 荣誉
索内尔·恰普塔伊博士曾获得許多荣誉、赠款和教席。其中包括有史密斯-理查森、梅隆、萊斯和萊兰大学的院士。同时还有普林斯顿的 Ertegun 客席。他曾经担任过美国国务院外交事务研究所中的土耳其深度研究课程的合约讲師。在2012年，他被选为美国土耳其年轻领袖。恰普塔伊博士写了三本有关现代土耳其的书：《土耳其的伊斯兰教、世俗主义和民族主义：谁是土耳其人》（2006年）；《土耳其的崛起：21世紀的第一個穆斯林权力》（2014年）；《新的苏丹：埃尔多安和现代土耳其危机》（2017年）。

## 在媒体上
恰普塔伊写了很多有关土耳其－美国关系的文章；还有土耳其國內政治；土耳其民族主义；土耳其作為一個經濟強國的崛起和安卡拉的中東政策。這些文章都刊登在一些权威性杂志和国际性刊物中。包括有《华尔街日报》、《纽约时报》、《华盛顿时报》、《国际先驱论坛报》、《簡氏国防周刊》。他更是《自由报》（Hürriyet）每日新闻定期专栏作家，这是土耳其最老字号和最有影响力英语日报。他也是 CNN 全球公共廣場博客的貢獻者。他常常出现在福克斯新闻、CNN、NPR、al-Jazeera、BBC 和 CNN-Turk的新闻节目中。

## 书
- Islam, Secularism, and Nationalism in Modern Turkey: Who Is a Turk? （页面存档备份，存于）, January 2006.
- The Rise of Turkey: The Twenty-First Century's First Muslim Power, （页面存档备份，存于）二月2014年。
- The New Sultan: Erdogan and the Crisis of Modern Turkey （页面存档备份，存于） (七月30日2017年) ISBN 978-1784538262

## 论文
- 由此查看更多的存档出版物 （页面存档备份，存于）
- 查看更多的专题分析，请按这里。 （页面存档备份，存于）

## 視频
- The Ottomans: Europe's Muslim Emperors
- Islam and Secularism in Modern Turkey （页面存档备份，存于）
- Political Islam: Where Is It Headed? （页面存档备份，存于）
- Turkey: Will Protests at Home Affect Its Foreign Policy? （页面存档备份，存于）
- Obama And The Muslim World - CBS （页面存档备份，存于）
- Obamas visit is about Turkeys European-ness - Russia Today （页面存档备份，存于）

## 外部連結
- 索內尔·恰普塔伊的个人网站 （页面存档备份，存于）
- 土耳其研究计划 （页面存档备份，存于）